# Junioreuropamästerskapet i ishockey
Junioreuropamästerskapet i ishockey hade premiär 1967.

## Resultat

### U19
| År                           | Guld            | Silver          | Brons           | Spelplats                                    |
| ---------------------------- | --------------- | --------------- | --------------- | -------------------------------------------- |
| 1967 (inofficiell turnering) | Sovjet          | Finland         | Sverige         | Jaroslavl, Ryska SFSR, Sovjet                |
| 1968                         | Tjeckoslovakien | Sovjet          | Sverige         | Tammerfors, Finland                          |
| 1969                         | Sovjet          | Sverige         | Tjeckoslovakien | Garmisch-Partenkirchen, Bayern, Västtyskland |
| 1970                         | Sovjet          | Tjeckoslovakien | Sverige         | Genève, Genève, Schweiz                      |
| 1971                         | Sovjet          | Sverige         | Tjeckoslovakien | Prešov, SR Slovakien, Tjeckoslovakien        |
| 1972                         | Sverige         | Sovjet          | Tjeckoslovakien | Boden, Luleå, Skellefteå, Sverige            |
| 1973                         | Sovjet          | Sverige         | Tjeckoslovakien | Leningrad, Ryska SFSR, Sovjet                |
| 1974                         | Sverige         | Sovjet          | Finland         | Herisau, Appenzell Ausserrhoden, Schweiz     |
| 1975                         | Sovjet          | Tjeckoslovakien | Sverige         | Grenoble, Frankrike                          |
| 1976                         | Sovjet          | Sverige         | Finland         | Koprivnice, Opava, Tjeckoslovakien           |

### U18
| År   | Guld            | Silver          | Brons           | Spelplats                                                                |
| ---- | --------------- | --------------- | --------------- | ------------------------------------------------------------------------ |
| 1977 | Sverige         | Tjeckoslovakien | Sovjet          | Bremerhaven, Bremen, Västtyskland                                        |
| 1978 | Finland         | Sovjet          | Sverige         | Helsingfors, Vanda, Finland                                              |
| 1979 | Tjeckoslovakien | Finland         | Sovjet          | Tychy, Katowice, Polen                                                   |
| 1980 | Sovjet          | Tjeckoslovakien | Sverige         | Hradec Králové, SR Tjeckien, Tjeckoslovakien                             |
| 1981 | Sovjet          | Tjeckoslovakien | Sverige         | Minsk, Vitryska SSR, Sovjet                                              |
| 1982 | Sverige         | Tjeckoslovakien | Sovjet          | Ängelholm, Tyringe, Sverige                                              |
| 1983 | Sovjet          | Finland         | Tjeckoslovakien | Oslo, Norge                                                              |
| 1984 | Sovjet          | Tjeckoslovakien | Sverige         | Rosenheim, Garmisch-Partenkirchen, Füssen, Bad Tölz, Bayern Västtyskland |
| 1985 | Sverige         | Sovjet          | Tjeckoslovakien | Anglet, Frankrike                                                        |
| 1986 | Finland         | Sverige         | Tjeckoslovakien | Düsseldorf, Ratingen, Krefeld, Nordrhein-Westfalen, Västtyskland         |
| 1987 | Sverige         | Tjeckoslovakien | Sovjet          | Tammerfors, Kouvola, Tavastehus, Finland                                 |
| 1988 | Tjeckoslovakien | Finland         | Sovjet          | Frýdek-Místek, Vsetín, Olomouc, Prerov, SR Tjeckien, Tjeckoslovakien     |
| 1989 | Sovjet          | Tjeckoslovakien | Finland         | Kiev, Ukrainska SSR, Sovjet                                              |
| 1990 | Sverige         | Sovjet          | Tjeckoslovakien | Örnsköldsvik, Sollefteå, Sverige                                         |
| 1991 | Tjeckoslovakien | Sovjet          | Finland         | Spišská Nová Ves, Prešov, Slovakien, Tjeckoslovakien                     |
| 1992 | Tjeckoslovakien | Sverige         | Ryssland        | Lillehammer, Hamar, Norge                                                |
| 1993 | Sverige         | Ryssland        | Tjeckien        | Nowy Targ, Oświęcim, Polen                                               |
| 1994 | Sverige         | Ryssland        | Tjeckien        | Jyväskylä, Finland                                                       |
| 1995 | Finland         | Tyskland        | Sverige         | Berlin, Tyskland                                                         |
| 1996 | Ryssland        | Finland         | Sverige         | Ufa, Ryssland                                                            |
| 1997 | Finland         | Sverige         | Schweiz         | Znojmo, Trebic, Tjeckien                                                 |
| 1998 | Sverige         | Finland         | Ryssland        | Malung, Mora, Sverige                                                    |